# West Country

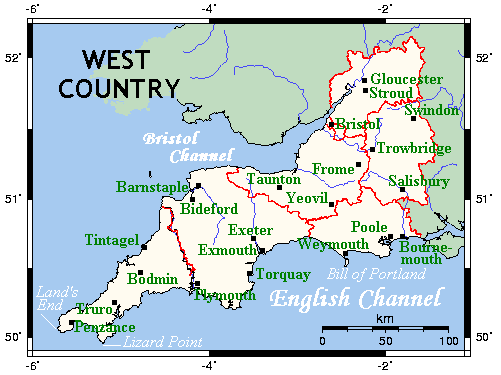
En tolkning av benämningen West Country, som motsvarar ungefär regionen Sydvästengland.

West Country är en informell benämning på området i sydvästra England som korresponderar ungefär med den administrativa regionen South West England.
Området utgörs av de historiska grevskapen Cornwall, Devon, Dorset, Somerset och Bristol, men även grevskapen Gloucestershire och Wiltshire kan räknas in. Begreppet kan dock användas i ännu vidare betydelse. Bortsett från de naturliga avgränsningarna mot Bristolkanalen och Engelska kanalen är begreppet oprecist definierat.